# Griessee (Bayern)
Der Griessee liegt im Naturschutzgebiet der Seeoner Seen. Er ist ein Moorsee im Wald, zählt zu den wärmsten Seen Bayerns und hat einen guten Fischbestand.
Der See ist Bestandteil einer Eiszerfallslandschaft und entstand aus einem Toteisblock, der vom Gletscher abbrach.
Das Gewässer III. Ordnung hat oligotrophe Gewässergüte und im Seeoner Bach einen Abfluss in Richtung Alz. Der Wasserspiegel liegt 533,40 m über NN. Der 470 m lange und 200 m breite See hat einen Umfang von 1,35 km und eine Oberfläche von 9,20 Hektar bei einem Volumen von 429.000 m³, einer mittleren Tiefe von 4,60 m und maximalen Tiefe von 11,60 m. Sein Einzugsgebiet beträgt 2,50 km².